# Aberdeen (California)
Aberdeen es un área no incorporada ubicada en el condado de Inyo en el estado estadounidense de California.

## Geografía
Aberdeen se encuentra ubicada en las coordenadas 36°58′41″N 118°15′12″O / 36.97806, -118.25333.